# Eristalinus megacephalus
Eristalinus megacephalus es una especie de sírfido.  Se distribuyen por el paleártico en la Eurasia mediterránea y en todo África.